# Atraco Football Club
L'ATRACO Football Club est un club rwandais de football basé à Kigali.

## Palmarès
- Championnat du Rwanda (1)
  - Champion : 2008
  - Vice-champion : 2009

- Coupe du Rwanda (1)
  - Vainqueur : 2009
  - Finaliste : 2006, 2007, 2008

- Coupe Kagame inter-club (1)
  - Vainqueur : 2009

## Parcours africain
- Ligue des champions de la CAF : 
  - Participations (1) : 2009
  - Meilleur résultat : Tour préliminaire

- Coupe de la confédération : 
  - Participations (1) : 2007
  - Meilleur résultat : Troisième tour